# Monanchora alaskensis
Monanchora alaskensis är en svampdjursart som först beskrevs av Lawrence Morris Lambe 1900.  Monanchora alaskensis ingår i släktet Monanchora och familjen Crambeidae.
Artens utbredningsområde är havet utanför Alaska. Inga underarter finns listade i Catalogue of Life.